# Бич-хлопавка

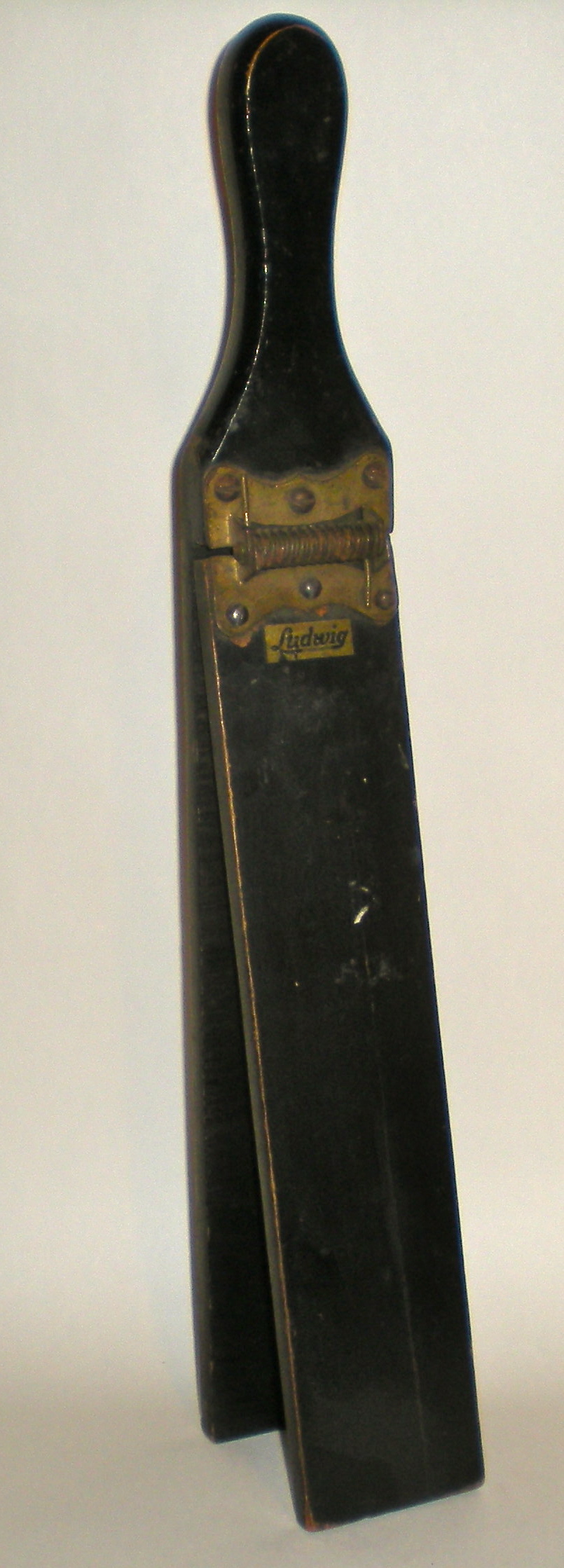
Бич-хлопавка

Бич-хло́павка (італ. frusta, рос. бич-хлопу́шка) — ударний інструмент з родини ідіофонів — дві дощечки, з'єднані з одного боку шкіряним ремінцем. Звук бич-хлопавки — різкий, схожий на удар батога. Застосовують у джазових, естрадних та симфонічних (М. Равель, Д. Шостакович) оркестрах.
Інструменти з подібним принципом отримання звуку існують у різних народів вже багато століть. У народів Східної Європи такі хлопавки використовуються і в наш час.
У симфонічному оркестрі хлопавка застосовується з XIX століття, як правило, для звуконаслідування (зображення пострілу тощо). Перший відомий випадок використання цього інструмента — опера Адама «Листоноша з Лонжюмо» (1836). Серед інших творів, де звучить хлопавка — 13-та, 14-та та 15-та симфонії Шостаковича, 7-ма і 5-та симфонії Малера, Перший фортепіанний концерт Равеля, «Керівництво до оркестру для молодої людини» Бріттена та інші.

## Джерело
- Юрій Юцевич. Музика: словник-довідник. — Тернопіль, 2003. — 404 с. — ISBN 966-7924-10-6. (html-пошук по словнику, djvu)